# 拉塔基亚省
拉塔基亞省（阿拉伯语：‎）是敘利亞西北部的一個省，西面地中海，北鄰土耳其，東界阿西河。面積2,297平方公里，2011年估計人口1,008,000人。首府拉塔基亞。下分4區。